# ソコトラ島
ソコトラ島（ソコトラとう、アラビア語: سقطرى Suquṭra、英語: Socotra）は、イエメンのソコトラ県に属するインド洋上の島。周辺の島と合わせてソコトラ群島やソコトラ諸島などと総称されることも多い（後述する世界遺産での扱いなど）。
固有種のベニイロリュウケツジュが多く生える独特の生態系と、その奇観で知られる。2003年に生物圏保護区、2008年に世界遺産に登録される。登録基準は(x)。

## 地理
アラビア半島の南300 km、アフリカ大陸のアシール岬の東北東240 kmに浮かぶ。大きさは東西に約100 km、南北に約40 km。人口42,842人（2004年）。住民のほとんどはアラブ人。もっとも大きな街は北岸沿いにあるハディブ。島のすぐ西側は、アラビア半島とアフリカのソマリア半島に挟まれたアデン湾となっている。
ソコトラ島は群島の主要な島で、ほかに小さな3つの島がある。地形的には海岸の狭い平野と石灰岩台地、そしてハギール (Haghier) 山地である。台地はカルスト地形を示し、ハラー (Halah) 洞窟が知られる。北西部には小さなラグーンがあり、2007年にラムサール条約登録地となった。

## 気候
年間降水量は約250 mmで、そのほとんどが12月から2月にかけてモンスーンによって海から運ばれた湿った風が山にぶつかり発生する霧によるものである。ケッペンの気候区分では砂漠気候（BWh）またはステップ気候（BSh）に属する。
| ソコトラ島の気候             | ソコトラ島の気候 | ソコトラ島の気候 | ソコトラ島の気候 | ソコトラ島の気候 | ソコトラ島の気候 | ソコトラ島の気候 | ソコトラ島の気候 | ソコトラ島の気候 | ソコトラ島の気候 | ソコトラ島の気候 | ソコトラ島の気候 | ソコトラ島の気候 | ソコトラ島の気候 |
| 月                           | 1月              | 2月              | 3月              | 4月              | 5月              | 6月              | 7月              | 8月              | 9月              | 10月             | 11月             | 12月             | 年               |
| ---------------------------- | ---------------- | ---------------- | ---------------- | ---------------- | ---------------- | ---------------- | ---------------- | ---------------- | ---------------- | ---------------- | ---------------- | ---------------- | ---------------- |
| 最高気温記録 °C （°F）       | 30.0 (86)        | 31.7 (89.1)      | 32.8 (91)        | 37.2 (99)        | 38.5 (101.3)     | 40.6 (105.1)     | 37.4 (99.3)      | 34.4 (93.9)      | 35.6 (96.1)      | 37.0 (98.6)      | 33.0 (91.4)      | 30.6 (87.1)      | 40.6 (105.1)     |
| 平均最高気温 °C （°F）       | 27.1 (80.8)      | 27.8 (82)        | 29.2 (84.6)      | 31.8 (89.2)      | 34.6 (94.3)      | 33.8 (92.8)      | 32.3 (90.1)      | 32.4 (90.3)      | 33.2 (91.8)      | 30.8 (87.4)      | 29.6 (85.3)      | 28.3 (82.9)      | 30.8 (87.4)      |
| 日平均気温 °C （°F）         | 24.8 (76.6)      | 24.8 (76.6)      | 26.3 (79.3)      | 28.7 (83.7)      | 31.3 (88.3)      | 30.8 (87.4)      | 29.5 (85.1)      | 29.5 (85.1)      | 29.3 (84.7)      | 27.9 (82.2)      | 27.0 (80.6)      | 25.8 (78.4)      | 28.0 (82.4)      |
| 平均最低気温 °C （°F）       | 22.6 (72.7)      | 21.7 (71.1)      | 23.3 (73.9)      | 25.5 (77.9)      | 28.0 (82.4)      | 27.9 (82.2)      | 26.8 (80.2)      | 26.5 (79.7)      | 26.4 (79.5)      | 24.9 (76.8)      | 24.4 (75.9)      | 23.3 (73.9)      | 25.1 (77.2)      |
| 最低気温記録 °C （°F）       | 17.0 (62.6)      | 17.2 (63)        | 18.9 (66)        | 20.3 (68.5)      | 21.2 (70.2)      | 22.8 (73)        | 21.7 (71.1)      | 22.0 (71.6)      | 22.2 (72)        | 19.4 (66.9)      | 18.9 (66)        | 17.0 (62.6)      | 17.0 (62.6)      |
| 雨量 mm （inch）             | 2.5 (0.098)      | 2.5 (0.098)      | 10.2 (0.402)     | 0.0 (0)          | 2.5 (0.098)      | 30.5 (1.201)     | 0.0 (0)          | 0.0 (0)          | 2.5 (0.098)      | 10.2 (0.402)     | 50.8 (2)         | 81.3 (3.201)     | 193.0 (7.598)    |
| 平均降雨日数 （≥0.1 mm）     | 2.4              | 0.8              | 0.4              | 1.0              | 0.4              | 0.8              | 0.2              | 0.0              | 0.6              | 2.2              | 7.7              | 5.2              | 21.7             |
| % 湿度                       | 70               | 68               | 67               | 66               | 62               | 60               | 58               | 57               | 62               | 69               | 72               | 73               | 65               |
| 出典：Deutscher Wetterdienst |                  |                  |                  |                  |                  |                  |                  |                  |                  |                  |                  |                  |                  |

## 歴史・社会・産業
海上貿易の中継地点として、古代からアラブ人、インド人、ギリシャ人などの商船が寄港し栄えた歴史がある。1世紀ごろの書とされる『エリュトゥラー海案内記』によるとソコトラの語源はサンスクリット語で、加護の島という意味である。航路が衰退した現在は農業が中心であり、牧畜としてヤギが島内のほぼ全域で放牧されている。竜血樹（厳密にはベニイロリュウケツジュ Dracaena cinnabari Balf.f.）から取れる竜血（シナバル）は古代ローマ時代から中世欧州、あるいは中国で珍重され、いまでも現地住民の貴重な現金収入だが、竜血樹の繁殖域は減少しつつあるうえ、世界遺産に登録された事により竜血が土産物として扱われるようになったことで仲買人から竜血が買い叩かれる事態が発生している。
住民は南アラビア諸語の一派であるソコトラ語を話す。ソコトラ語は文字を持たないため、言語の消滅が危惧されている。
紅海の入り口に位置し、ジブラルタルと並んで地政学的に重要なこともあって、以前には旧ソ連等の社会主義国家の艦船給油施設が存在した。1967年の独立以来南イエメン領であったが、1990年の南北イエメン合併によりイエメン領となった。
かつてはハドラマウト県に属していたが、2013年以降は分離してソコトラ県となっている。
イエメン内戦の最中の2018年4月から5月にかけて、UAE軍に一時占領されたことがある。

## 生態系
ソコトラ島は、超大陸（ゴンドワナ大陸）の分裂でアデン湾が形成した2300万年～500万年前にアフリカ大陸から分離したと考えられている。苛酷な気象条件の下で動植物が独自の系統的進化を遂げ、イエメン本土のあるアラビア半島とは異なった生態系を形成しており、種の固有性は極めて高い（この島に生息する植物種の37%、爬虫類の種の90%、カタツムリ種の95%は固有種）。そのため「インド洋のガラパゴス」とも呼ばれている。地球温暖化による環境変化や人間による開発などのため、数百種が絶滅を危惧されている。また、島には陸鳥と海鳥のコロニー、周辺の海域には253種の造礁サンゴ、730種の近海魚および300種のカニ・ロブスター・エビ類も見られる。
印象的な独特の樹形で知られるベニイロリュウケツジュ（Dracaena cinnabari）をはじめ、世界で唯一のウリ科の樹木のデンドロシキオス・ソコトラヌス、幹が巨大な徳利状になり貯水の機能を果たすDorstenia gigas、乳香を生じるBoswellia dioscoridis、原始的なザクロの一種ソコトラザクロ（Punica protopunica）など、植物に独自の進化を遂げたものが多く、これらが作り出す独特の景観が島の観光資源ともなっている。また、鳥類や昆虫、クモ類など、これら植物とともに暮らす動物の固有種も多い。北西部のラグーンにはヒョウモンオトメエイ（Himantura uarnak）とルリホシエイ（Taeniura lymma）が生息し、エジプトハゲワシ（Neophron percnopterus）とペルシャウ（Phalacrocorax nigrogularis）はここで繁殖する。付近にはハズ属のCroton socotranus、ナンヨウアブラギリ属のJatropha unicostataなどの固有種の植物も生える。

## 世界遺産

### 登録基準
この世界遺産は世界遺産登録基準のうち、以下の条件を満たし、登録された（以下の基準は世界遺産センター公表の登録基準からの翻訳、引用である）。
- (10) 生物多様性の本来的保全にとって、もっとも重要かつ意義深い自然生息地を含んでいるもの。これには科学上または保全上の観点から、すぐれて普遍的価値を持つ絶滅の恐れのある種の生息地などが含まれる。

## ギャラリー
- ソコトラ島の竜血樹、ベニイロリュウケツジュ（Dracaena cinnabari）
- Dendrosicyos socotranus
太く直立した幹の上にいかにもウリ類らしい葉・花・実をつける。
- 島の東部にあるハラー洞窟

## その他

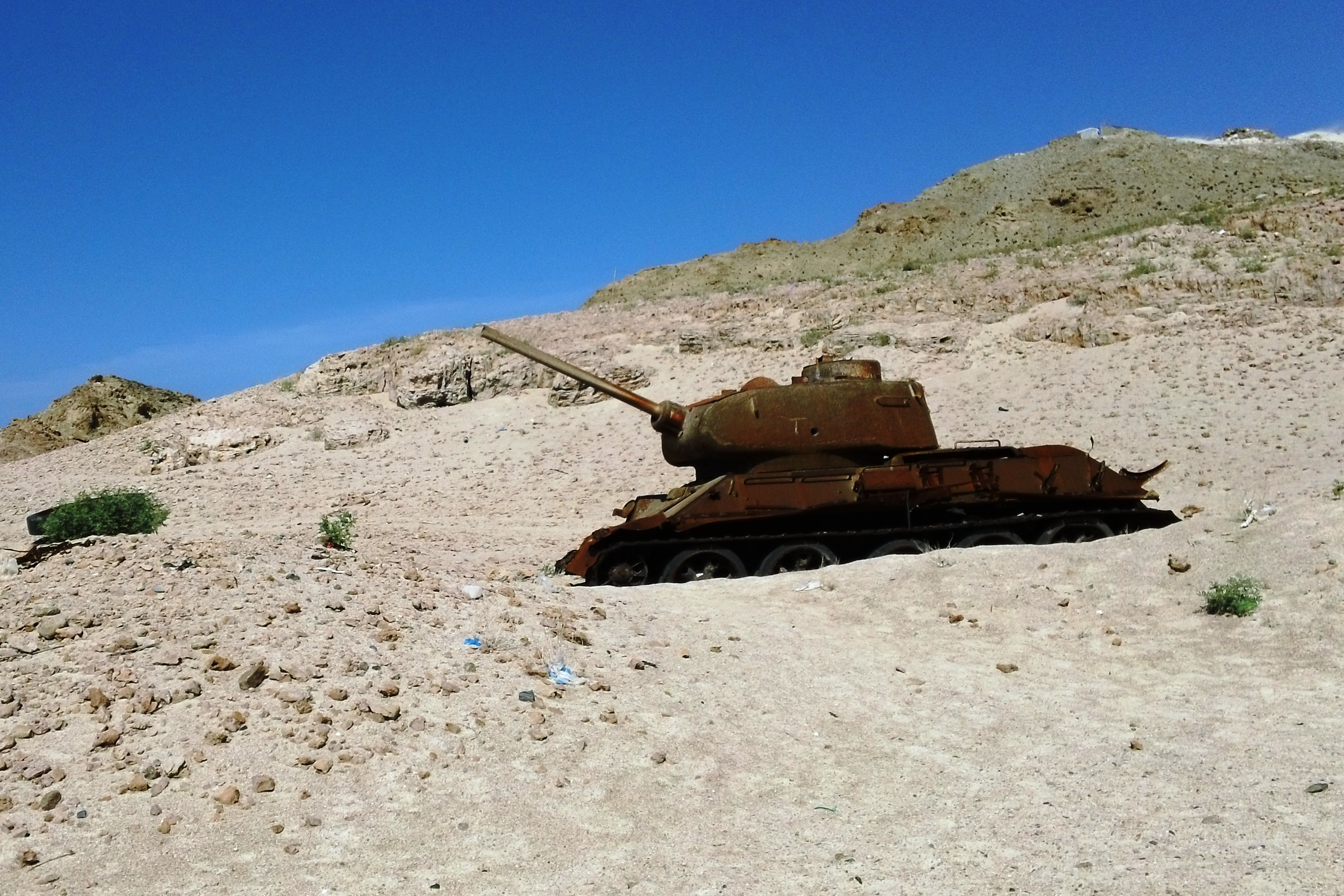
島の北西部、アデン湾を望む海岸丘陵に放置されているT-34戦車

前述のように紅海、ひいては地中海－インド洋海上交通の要所でもあり、南イエメン領時代には軍事的要衝として相応の軍事力が配置されていた。21世紀になっても、島内各所にはトーチカの代用として配置されていた戦車が放置されている。
第二次世界大戦やそれに類する戦争を扱った架空戦記などにもしばしば登場しているが、それらの作品の中には必ずしも島の地勢や環境が正確に描写されているとはいえないものも存在している。